# Stanislaus von Seherr-Thoß
Stanislaus Ferdinand Sigismund Freiherr von Seherr-Thoß (* 23. Februar 1827 in Olbersdorf; † 1907) war preußischer Fideikommissbesitzer, Verwaltungsjurist und Landrat vom Kreis Pleß in Schlesien (1855–1872).

## Leben

### Herkunft
Seine Eltern waren Freiherr Ferdinand von Seherr-Thoß (* 16. Januar 1787; † 9. Mai 1860) und dessen Ehefrau Marie Moriz-Eichborn (* 3. März 1799; † 28. September 1870). Sein Vater war Herr auf Olbersdorf und Polnisch-Neukirch.

### Familie
Er heiratete 1853 Marie Charlotte Albertine Elisabeth Knappe von Knappstädt, Gutsherrin des 1870 gestifteten Dr. Zemplinschen Familienfideikommiss Lorzendorf im Kreis Ohlau, 310 ha. Ihre Tochter Elisabeth ehelichte 1892 den späteren Oberstleutnant a. D. Kurt von Teichman und Logischen. Ihr Sohn Günther (1859–1926) wiederum war ebenfalls ein preußischer Landrat sowie Regierungspräsident in Liegnitz (1902–1915).

### Werdegang
Freiherr von Seherr-Thoß war Mitbesitzer der Herrschaft von Polnisch-Neukirch und Erbherr in Guttmannsdorf. 1852 wurde er Regierungsreferent in Frankfurt a. d. Oder. 1855 ernannte man ihn zum interimistischen Landrat vom Kreis Pless und von 1856 bis 1872 war er endgültig angestellt. 1862/63 und 1866/67 wirkte er als konservativer Abgeordneter im Preußischen Abgeordnetenhaus.

## Ehrungen
- Die Stadt Pless ernannte Freiherr von Seherr-Thoß zu ihrem Ehrenbürger.
- Rechtsritter des Johanniterordens